# Piozzo
Piozzo (piemontiul: Piòss) település Olaszországban, Piemont régióban, Cuneo megyében. Lakosainak száma 990 fő (2023. január 1.). Piozzo Bene Vagienna, Carrù, Farigliano és Lequio Tanaro községekkel határos.

## Népesség
A település lakossága az elmúlt években az alábbi módon változott:
| Lakosok száma | 998  | 1000 | 990  |
|               | 2017 | 2018 | 2023 |